# 노리코의 식탁
《노리코의 식탁》(紀子の食卓 노리코노쇼쿠타쿠[*])은 소노 시온 감독의 2006년 일본 영화이다.

## 줄거리
시골에 사는 17살 평범한 여고생 시마바라 노리코는 가족과의 관계로 고민하고 있다. 그러던 어느 날 '폐허닷컴'이란 인터넷 사이트를 알게되는데 그 곳에서 알게 된 여성을 의지해 도쿄로 가출한다. 그리고 '대여 가족'이란 허구의 세상에서 살게 되는데...

## 출연진
- 시마바라 노리코/미츠코 - 후키이시 카즈에
- 시마바라 유카/요코 - 요시타카 유리코
- 시마바라 테츠조 - 미츠이시 켄
- 시마바라 타에코 - 미야타 사나에
- 쿠미코 - 츠구미
- 귤 - 미츠야 요코